# 筆談ホステス
『筆談ホステス』（ひつだんほすてす）とは、斉藤里恵のノンフィクション書籍、および、それを元にしたテレビドラマ。光文社から2009年（平成21年）5月22日に出版された。

## 概要
斉藤里恵は青森県の厳格な家庭に生まれ、髄膜炎の後遺症により、1歳10カ月で聴力を失い、聴覚障害者となる。里恵は次第に落ちこぼれるようになり、酒、タバコ、窃盗などを繰り返し、「青森一の不良娘」と呼ばれるまでになる。その後、接客業の楽しさを知り、水商売に進み、上京して銀座のクラブで働くようになった。本作品は里恵が「筆談術」でナンバーワンのホステスになっていく物語。

## テレビドラマ
『筆談ホステス 〜母と娘、愛と感動の25年。届け!わたしの心〜』としてテレビドラマ化。毎日放送（MBS）の制作により2010年1月10日にTBS系列で放送された。平均視聴率は12.2%（関東地区ビデオリサーチ調べ）。2010年6月16日に同作品のDVDが発売された。それから翌年に田中好子が死去したため、田中にとってはこれが最後の民放ドラマ出演となった。同年5月1日深夜に追悼番組として再放送された。

### キャスト
- 斉藤里恵：北川景子
- 斉藤悟志：福士誠治
- 河原三春：戸田菜穂
- 瀬川耕造：笹野高史
- 島田：春田純一
- 池波：石井康太
- 小橋史生：井上順
- 斉藤志郎：梨本謙次郎
- 永井杏子：手塚理美
- 斉藤恵美子：田中好子
- オープニングナレーション：杉本るみ
- 春日井静奈、折山みゆ、麻生夏子、木咲直人、三田村賢二、天野勝弘、麻田あおい、八戸亮、紺谷みえこ、澤田萌音、巨勢竜也、清田海子、稲垣鈴夏、高垣俊也、小西結子　ほか

### スタッフ
- 原作：斉藤里恵「筆談ホステス」（光文社）
- 脚本：加藤綾子
- エンディングテーマ：SQUAREHOOD「Departures」（ワーナーミュージック・ジャパン）
- プロデューサー：志村彰（The icon）、森雅弘（The icon）
- 演出・プロデュース：竹園元（MBS）
- ロケ協力：青森市、青森フィルムコミッション、高崎フィルムコミッション、つちうらフィルムコミッション　ほか
- カースタント：アクティブ21
- 技術協力：フォーチュン
- 美術協力：フジアール
- 編集・MA：赤坂ビデオセンター
- 制作：The icon
- 製作著作：毎日放送